# Schlacht von Cambrai
Die Schlacht von Cambrai im Ersten Weltkrieg war die erste große Panzeroffensive der Geschichte. Sie begann am 20. November 1917 nahe dem strategisch wichtigen Eisenbahnknotenpunkt Cambrai in Frankreich, 1917 eine Schlüsselversorgungsstellung für die deutsche Siegfriedstellung. Die Briten erhofften sich von dieser Schlacht nicht nur einen Durchbruch durch das deutsche Stellungssystem, sondern vor allem, dem Kriegsverlauf durch den Einsatz von Panzern eine entscheidende Wende zugunsten der Entente zu geben. Seit mehr als drei Jahren standen die Frontlinien mehr oder weniger still, und Millionen von Soldaten waren bei oftmals ergebnislosen Frontalangriffen gefallen. Die Entente wollte nun Ende 1917 mit Unterstützung neuer Waffentechniken und den USA als neuem Verbündeten vom Stellungskrieg in einen Bewegungskrieg gegen Deutschland übergehen – somit sah man die Schlacht von Cambrai als Auftakt zur endgültigen Niederringung des Deutschen Kaiserreiches.
Die Schlacht, in der insgesamt rund 95.000 Soldaten verwundet, getötet oder gefangen genommen wurden, endete am 7. Dezember 1917 und brachte für keine Partei größere Erfolge oder eine Veränderung der Gesamtsituation.

## Vorgeschichte

### Ausgangssituation
Das Kriegsjahr 1917 war vom Zusammenbruch des russischen Zarenreiches gekennzeichnet. Die Deutschen griffen verstärkt an der Ostfront ein, um den Zusammenbruch zu beschleunigen. Dies sorgte für eine Schwächung der deutschen Truppen an der Westfront, denn mehrere Truppenverbände einschließlich Material wurden von der Westfront an die Ostfront verlegt. Die Entente wollte diese Schwäche ausnutzen und startete deshalb an der Westfront mehrere große Offensiven, die aber keine nennenswerten Veränderungen herbeiführten. Die Franzosen versuchten an der Aisne und in der Champagne einen Durchbruch. Dabei wurden mehr Truppen und Geschütze eingesetzt als bei der Schlacht um Verdun. Die großen Verluste führten auf französischer Seite zu einer schlechten Truppenmoral. Es kam zu Meutereien, auf die die französische Militärführung mit harten Strafen reagierte.
Im Jahr 1917 traten die USA und Griechenland auf der Seite der Entente in den Krieg ein, was das Selbstbewusstsein und die Siegesgewissheit der Entente nach all den Rückschlägen wieder merklich erhöhte. Am 20. Mai 1917 eröffneten die Briten eine große Offensive in Flandern. Die Verluste waren hoch, und es wurde nur ein geringer Geländegewinn erzielt. Im November wurde die Offensive abgebrochen. Nach den aufreibenden Offensiven im Jahr 1916, die in reinen Abnutzungsschlachten endeten, mussten die Generäle einsehen, dass die bisherigen Taktiken keine Änderung herbeiführen konnten. Neue Strategien wurden ausgearbeitet. Die Briten konzentrierten sich dabei immer stärker auf ihre Panzer, deren Zahl ständig wuchs. Von der Mobilität und dem Gefechtswert dieser Waffe versprachen sie sich eine Wende vom Stellungskrieg hin zu einem Bewegungskrieg.

Doch mittlerweile hatten die Panzer ihren psychologischen Effekt eingebüßt, den sie noch bei ihren ersten Einsätzen auslösten. Ihre Panzerung war noch relativ schwach und konnte konzentriertem Flammenwerfer-, Maschinengewehr- oder Artilleriebeschuss nicht standhalten. Außerdem kamen die Panzer durch unebenes und schlammiges Gelände kaum vorwärts, weswegen sie besonders in Flandern schlecht eingesetzt werden konnten. Die Deutschen setzten auf Stoßtrupps und schnell verlegbare Verbände, um feindlichen Offensiven effektiv entgegenwirken zu können. Diese Taktik wurde besonders von Oskar von Hutier geprägt und ausgearbeitet, der nach effektiven, neuen Einsatzmöglichkeiten mit nur wenigen, hochspezialisierten Einheiten suchte. Nach ihm wurde diese Taktik auch „Hutier-Taktik“ benannt.

### Die Planung der Schlacht

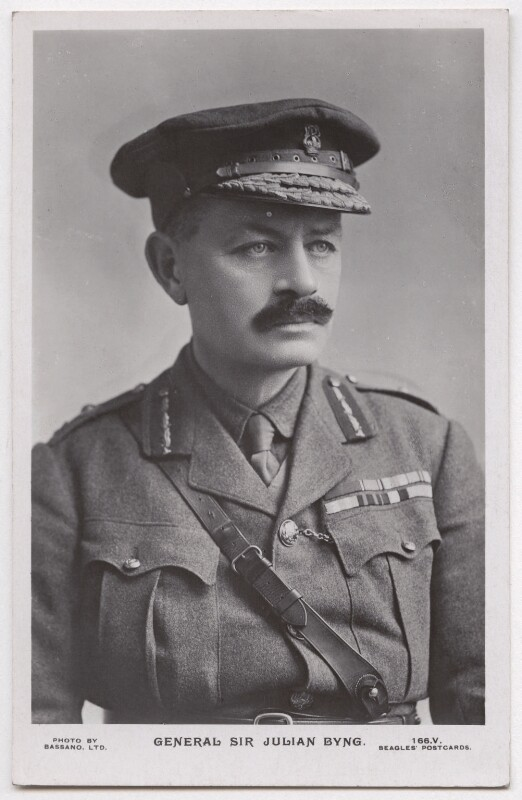
General Sir Julian Byng, Oberbefehlshaber der britischen 3. Armee

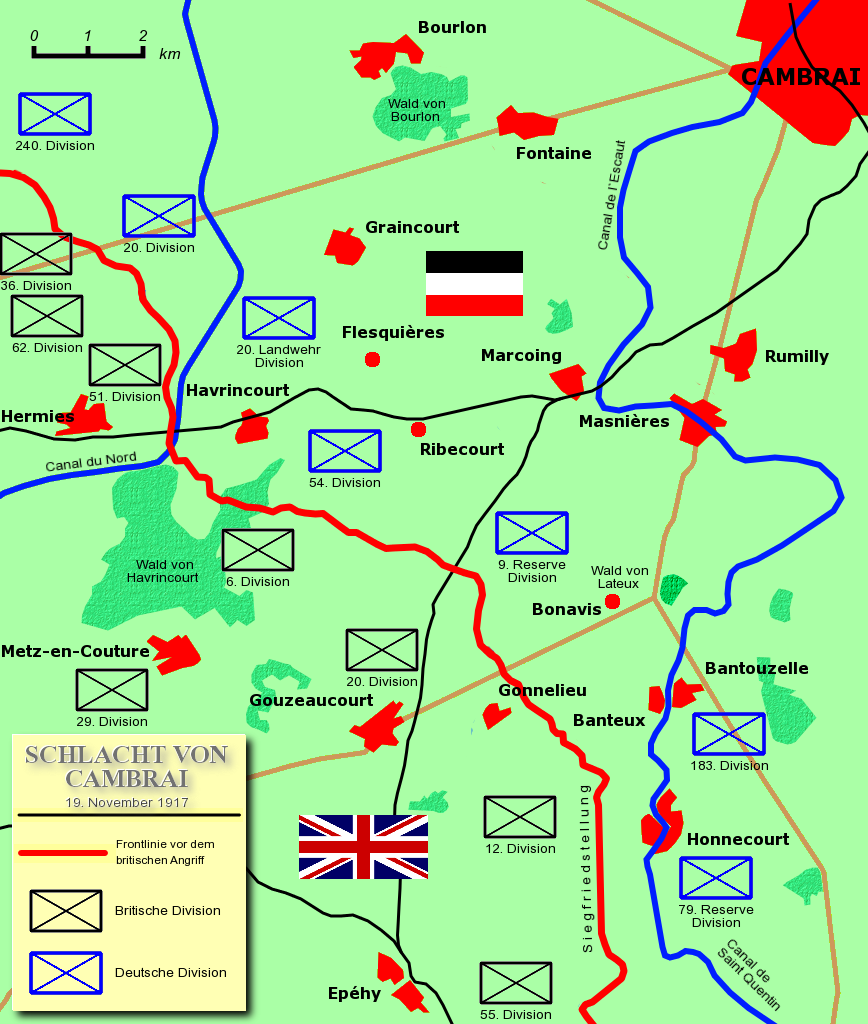
Truppenaufstellung am 19. November 1917

Die Idee einer Großoffensive bei Cambrai rückte dank zweier Pläne, die mehr oder weniger gleichzeitig auftauchten, in den Vordergrund. Der eine war die Idee von Brigadegeneral Henry Hugh Tudor. Ende 1917 standen der Royal Artillery ausgefeilte Techniken zur Verfügung, so dass die Geschütze nicht mehr vorab eingeschossen werden mussten, d. h. vor einem Bombardement Distanzschüsse abgaben, und feindliche Geschützstellungen mit einer gewissen Genauigkeit aufgespürt werden konnten, was das Gegenfeuer wesentlich effizienter machte. Tudor erkannte, dass diese Entwicklungen einen Großangriff ermöglichten, ohne den Überraschungseffekt zu verlieren. Der andere Plan, entwickelt von John Frederick Charles Fuller Stabschef des Panzerkorps, sah einen Angriff mit etwa 200 Panzern vor um die deutsche Artillerie im Sektor Banteux-Ribécourt zu überrennen und zu zerstören.
General Julian Byng, Kommandeur der britischen 3. Armee, nahm sich beider Vorschläge an und entwickelte daraus einen Plan zum Durchbruchsversuch durch die deutschen Linien. Er steckte das Ziel höher, indem er anordnete, dass die gesamte deutsche Front an der Stelle durchbrochen werden müsste – was für damalige Verhältnisse des Stellungskrieges ein ungemein wichtiger und entscheidender Erfolg gewesen wäre, da nun ein Bewegungskrieg wieder möglich gewesen wäre.
Der Oberkommandierende, Sir Douglas Haig, schob den ehrgeizigen und gewagten Angriff auf, da er zunächst die Operationen um Passchendaele (Dritte Flandernschlacht) abschließen wollte. Als sich die Kampfhandlungen dort verliefen, genehmigte Haig im September 1917 den Plan als Operation GY.
Cambrai wurde vor allem deswegen als Angriffsziel gewählt, weil das Gelände im Gegensatz zu Flandern oder der Somme-Region besser für einen massiven Panzerangriff geeignet schien. Die Böden in Flandern weichten schnell auf, so dass die Panzer im Schlamm stecken blieben. Dies wurde besonders bei der Schlacht von Passchendaele zum Verhängnis. Auch behinderten Unebenheiten, z. B. Granattrichter, die Panzer. Die Gegend um Cambrai war zudem mit weniger natürlichen Hindernissen ausgestattet (Flüsse, Wurzeln u. a.). Eine erfolgreiche Operation war wichtig, nachdem das Zutrauen in die Panzerwaffe immer stärker geschwunden war.
Der Plan war kompliziert; er sah grundlegend vor, die deutschen Linien durch einen konzentrierten Angriff auf einer engen Front von fünf Kilometern zwischen dem Canal du Nord und dem Canal de Saint-Quentin zu durchbrechen. Die britische 3. Armee stellte für diesen Angriff über die Hälfte ihrer 19 Divisionen bereit, obwohl davon 14 Divisionen kurz zuvor während der dritten Schlacht von Ypern eingesetzt worden waren.
- Im Norden sollte am ersten Tag das IV. Corps (56., 36., 62. und 51. Division) unter General Charles Woollcombe zwischen Moeuvres und Havrincourt angreifen und versuchen Flesquières und Graincourt zu erobern. Das dahinter in zweiter Linie stehende V. Corps (zunächst nur die 40., und Ende November auch die 2. und 47. Division) unter General Edward Fanshawe sollte diesem Angriff – zur Sicherung des eroberten Gebiets – erst später nachfolgen.[5]
- Im Süden sollte das III. Corps (6., 20., und 12. Division) unter General William Pulteney den Hauptstoß in Richtung auf Marcoing, Crèvecoeur und Bonavis führen. Diesem Corps sollte das Tank Corps zum Durchbruch vorangehen. Das nachstoßende Kavallerie-Korps (1.,2. und 5. Kavallerie-Division) unter General Charles Kavanagh sollte darauf versuchen, den bei Masnieres angestrebten Brückenkopf über den Schelde-Kanal schnell zu erweitern. Außerdem wurde hier die 29. Division für das sofortige Nachstoßen als Reserve bereitgestellt. Rechts außen, im Raum nordöstlich Épehy begleitete die 55. Division des VII. Korps (General Thomas Snow) den Angriff nach Nordosten und deckte die Operation nach Osten gegen Honnecourt ab.[6]

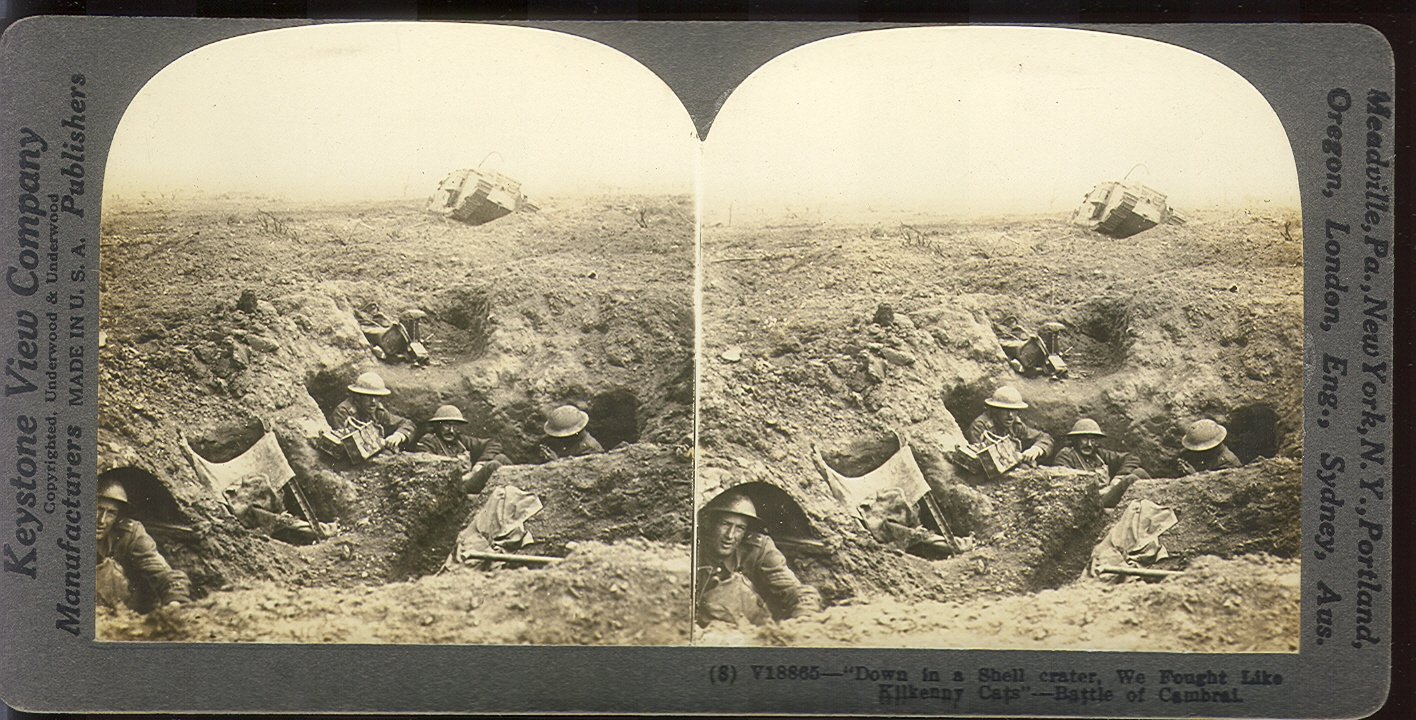
Britische Soldaten haben sich in einem Granattrichter eingegraben. Im Hintergrund ein Panzer.
Stereo-Fotografie; daher die zwei fast identischen Aufnahmen.

Bei dem Angriff wurden neue Strategien im noch jungen Panzerkrieg eingesetzt, die Panzer-, Luft- und Infanterie-Angriffe kombinierten (siehe auch Gefecht der verbundenen Waffen). Dabei fuhren besonders in der ersten Angriffswelle Panzer vor. In einem Abstand von 45 bis 50 Metern folgte Infanterie, um das Schlachtfeld, insbesondere die Gräben, von feindlichen Truppen zu befreien. Einige der Panzer führten Faschinen (Stöcke, die mit Seilen zu einem Bündel gefasst wurden) mit sich, die sie dann in die Schützengräben kippten. So wurden Übergänge für die Panzer und die nachfolgende Infanterie geschaffen. Außerdem waren so genannte „Gun-Carrying-Tanks“ dafür vorgesehen, Geschütze über das Schlachtfeld zu transportieren. Ihre Aufgabe wurde allerdings während der Schlacht verändert, so dass sie für den Transport von Nachschubgütern und Personal eingesetzt wurden, was sich schnell als weitaus wichtiger erwies.
Am 12. November hatten bereits etwa 80 bis 100 Tanks mit Infanterie an Gräben gemeinsam die Taktik für die Schlacht eingeübt. Da es an Zeit mangelte, konnten die restlichen Einheiten nicht mehr üben, was dazu führte, dass besonders diese Einheiten während der Schlacht hohe Verluste erlitten. Das Tank Corps brachte 476 Panzer für die Schlacht auf. Mehr als 350 Tanks waren davon einsatzfähig. 216 Tanks sollten im Abschnitt des III. Korps in der ersten Welle angreifen, mit 96 Tanks als Reserve. Die drei angesetzten Tank-Brigaden waren zwischen Havrincourt und La Vacquerie konzentriert und griffen in Richtung auf Ribecourt und Crevecourt gegen den Scheldekanal an. Das Tank Corps wurde von dem Brigadegeneral Hugh Elles aus einem Mark IV mit dem Spitznamen Hilda kommandiert. Da die deutsche Jagdstaffel 11 (Jasta 11) auf Flugplätze bei Cambrai verlegt worden war, wurden von den Briten speziell für den Einsatz bei Cambrai 14 neu formierte Flugschwadronen des Royal Flying Corps abgestellt, um gegen ein Eingreifen deutscher Kampfflugzeuge unter Manfred von Richthofen gewappnet zu sein.
Die deutschen Positionen waren Teil der Siegfriedstellung, entsprechend gut ausgebaut und durch eine doppelte Verteidigungslinie gesichert. Eine dritte befand sich im Bau. Vor der Schlacht wurden dorthin Divisionen, die in Ypern hohe Verluste erlitten hatten, zur Erholung und Auffrischung verlegt. Das in diesem Abschnitt liegende deutsche XIV. Reserve-Korps und die „Gruppe Caudry“ verfügte über sieben Divisionen (im Norden: 240. und 20. Infanterie-Division, 20. Landwehr-Division, in der Mitte: 54. Infanterie-Division, 9. Reserve-Division, im Süden: 183. Infanterie-Division und 79. Reserve-Division) und gehörte zur 2. Armee unter General Georg von der Marwitz. Eine achte, die 107. Infanterie-Division, war bereits aus Russland unterwegs, da dort durch den Austritt Russlands aus dem Krieg nun Truppen frei wurden.

## Die Schlacht

### Die britische Offensive

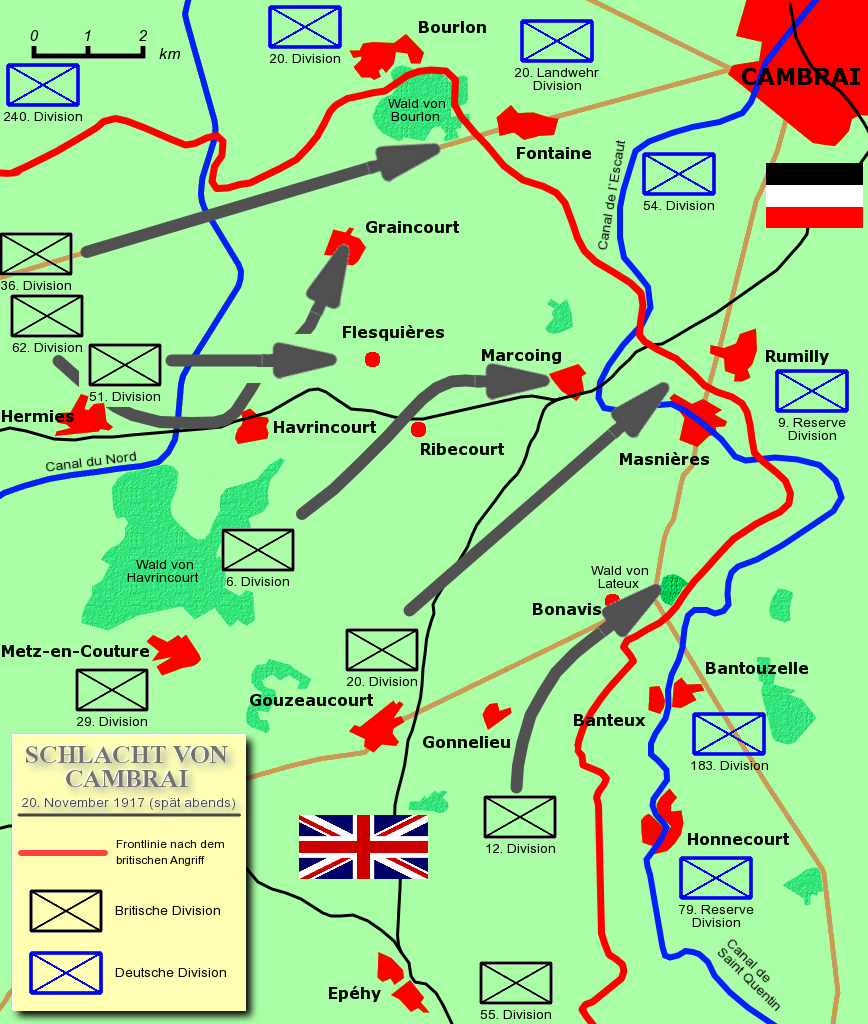
Nach dem britischen Angriff am späten Abend des 20. November 1917

Die Aufstellung der britischen Truppen zu Beginn der Schlacht war von rechts nach links (aus britischer Sicht gesehen): 55th (West Lancashire) Division (Jeudwine), 12th (Eastern) Division (Scott), 20th (Light) Division (Smith), 6th Division (Marden), 51st (Highland) Division (Harper), 62nd (2nd West Riding) Division (Braithwaite) und die 36th (Ulster) Division (Nugent). Die 29th Division (de Lisle) stand in Reserve bereit.

Am 20. November 1917 morgens um 06:15 Uhr begann das Trommelfeuer der Artillerie und um 06:20 Uhr der Angriff der ersten Panzerwelle, der mit Nebelgranatenbeschuss unterstützt wurde. Der Nebelgranatenbeschuss hatte zur Folge, dass die deutschen Truppen kaum Beobachtungsmöglichkeiten hatten, so dass kein Artilleriebeschuss und keine Luftaufklärung möglich waren. Außerdem wurde, da man die Nebelschwaden mit Gas verwechselte, Gasalarm gegeben, was dazu führte, dass die Infanterie in den Schützengräben in ihrer Leistungsfähigkeit beeinträchtigt war.
Im Gegensatz zu früheren Offensiven, bei denen das Trommelfeuer über Tage, teilweise sogar über Wochen hinweg aufrechterhalten wurde, war der einleitende Artilleriebeschuss bei Cambrai sehr kurz. Zum einen sollten die Deutschen durch den frühen Beginn des Bodenangriffs überrascht werden, zum anderen wollte man das Gelände nicht durch zu viele Granattrichter für die eigenen Panzer unpassierbar machen. Trotz größter militärischer Geheimhaltung auf britischer Seite waren die Deutschen vorgewarnt und hatten ihre mittlere Alarmstufe ausgelöst. Sie rechneten mit einem britischen Vorstoß bei Havrincourt und sogar mit dem Einsatz von Panzern.

Zu Beginn der Offensive lag trotz der erhöhten deutschen Alarmstufe das Überraschungsmoment auf britischer Seite, und das gesamte deutsche Stellungssystem ging, mit einer Ausnahme, innerhalb weniger Stunden verloren. Den Briten gelang es, die Frontlinie auf einer Breite von zwölf Kilometern zu durchbrechen und mehr als sechs Kilometer tief vorzustoßen. Die britischen Verbände hatten dabei nur geringe Verluste: das 2. Bataillon der 20. leichten Division meldete vier, das 14. Bataillon sieben Gefallene. Auf der rechten Flanke wurden Bonavis und der Lateux-Wald von der 12. Division genommen, bevor sie sich, wie befohlen, eingrub. Die 20. leichte Division eroberte La Vacquerie und nahm eine wichtige Brücke über den St.-Quentin-Kanal bei Masnières. Diese Brücke war für die gesamte Schlacht wichtig, um der Kavallerie einen schnellen Angriff auf Cambrai zu ermöglichen. Allerdings wurde die Brücke zerstört; verschiedenen Quellen zufolge entweder weil deutsche Soldaten sie sprengten oder weil ein britischer Panzer sie bei einem Überquerungsversuch durch sein Gewicht beschädigte. Dies verlangsamte die Überquerung des Kanals und machte effektive Kavallerieangriffe unmöglich.
Die 6. Division erreichte und eroberte Ribécourt und Marcoing. Bei ihrem weiteren Vorstoß Richtung Cambrai stieß sie dann allerdings am späten Abend auf erheblichen deutschen Widerstand und wurde zurückgeworfen. Die 51. Highland Division schaffte es nicht, ihr erstes Ziel Flesquières zu erobern. Flesquières war der stärkste Punkt der deutschen Verteidigung. Die Verteidiger unter Major Krebs griffen die vorrückenden britischen Panzer mit heftigem Artilleriefeuer an und konnten 40 Panzer vor Flesquières vernichten.

Das Scheitern der 51. Highland Division legte die Flanken der anderen Divisionen frei. Dieser Fehlschlag ließ sich wohl vor allem auf mangelnde Koordinierung der Panzer- und Infanterieeinheiten zurückführen, da der Kommandeur der 51. Highland Division, Major General George Montague Harper, als traditionsbehafteter Kommandeur der Panzerwaffe misstraute. Nach dem ersten Durchbruch der deutschen Linien gegen 08:30 Uhr ließ er seine Männer ausruhen und brachte so den britischen Zeitplan an diesem Frontabschnitt ins Wanken. Bei der Wiederaufnahme der Kampfhandlungen zog er seine Infanteristen fast 100 Meter hinter die vorrückenden Panzer zurück, anstatt sie zu beiden Seiten der Panzer zu postieren, wie es der eigentliche Angriffsplan vorsah. Damit waren seine Infanteristen ohne Panzerdeckung und mussten sich beim ersten feindlichen Feuerschlag zurückziehen. Die allein vorauseilenden Panzer waren ebenfalls ein leichtes Ziel für die deutschen Kanonen und wurden einer nach dem anderen außer Gefecht gesetzt. Zwar konnten andere Panzer kurz darauf die deutschen Batterien ausschalten, doch es war schon zu spät. Flesquières wurde bis in die Nacht von den Deutschen heftigst verteidigt. Ein Umgehen des Orts kam für die Briten nicht in Frage, da kein entsprechender Befehl vorlag.
Die 62. (2. West Riding) Division eroberte Havrincourt und Graincourt um dann zur Anhöhe des Waldes von Bourlon vorzurücken. Die 36. Ulster Division schaffte es bis zur Straße von Bapaume-Cambrai.  Am Abend des 20. November war der erste große Panzerangriff beendet. Die deutsche Front war auf einer Breite von 16 Kilometern und einer Tiefe von neun Kilometern durchstoßen, doch die wichtige Anhöhe bei Bourlon war nicht eingenommen worden. Je nach Quelle wurden 4000 bis 8000 Deutsche gefangen genommen und 100 Geschütze erbeutet. Die Briten hatten 4000 Mann und 49 Panzer durch Volltreffer verloren. Von den übrigen Panzern waren sehr viele schwer beschädigt, und bei mehr als 40 waren die Ketten abgesprungen. In der folgenden Nacht konnte das deutsche Oberkommando schnell Verstärkung aus den hinteren Reihen nachrücken lassen, so dass bei der Fortsetzung der Schlacht am nächsten Morgen verstärkt Widerstand geleistet wurde. Zwar konnte Flesquières nun eingenommen werden, da die Deutschen sich aus dem Ort zurückgezogen hatten, doch der britische Vormarsch endete damit.
Das Hauptaugenmerk der Briten lag nun in der Eroberung der Anhöhe des Waldes bei Bourlon und dem weiteren Vormarsch auf Fontaine. Vor dem Wald entbrannte ein heftiger Kampf. Zwar gelang es kurzzeitig am 21. November, nach Fontaine durchzubrechen, doch schon am nächsten Tag drängte die deutsche Verteidigung die Briten wieder zurück. Die Waldhöhe war aber weiterhin stark umkämpft, da Feldmarschall Haig auf die Eroberung bestand. Er ersetzte die stark dezimierte 62. Division durch die 40. Division (Generalmajor Ponsonby), die den Kampf am Morgen des 23. November fortsetzte, aber weiterhin kaum Fortschritte erzielte. Sie konnte zwar den Kamm der Anhöhe erreichen, musste dabei aber innerhalb von nur drei Tagen fast 4000 Mann an Verlusten hinnehmen. Immer mehr britische Einheiten wurden als Verstärkung in diesen Frontabschnitt geschickt, bis der Nachschub stockte. Unterdessen wurde der Wald von Bourlon von deutschen Spezialtruppen gezielt mit dem damals neuen chemischen Kampfstoff Gelbkreuz verseucht, um den Gegner am Vormarsch zu hindern.
Der letzte erfolglose Versuch britischer Truppen zur Eroberung der Anhöhe des Waldes bei Bourlon wurde am 27. November von der 62. Division mit Unterstützung von 30 Panzern unternommen. Die britische Offensive wurde von General Byng nicht entschlossen genug fortgesetzt: Die französische Verstärkung wurde nicht eingesetzt, das Panzerkorps bildete keine kampfkräftigen Reserven, während die Deutschen ihre Truppen ständig aufstockten. Insgesamt konnte man die britische Offensive als gescheitert ansehen, denn sie hatte ihre ehrgeizigen Ziele (vollständiger Durchbruch und Eroberung Cambrais) nicht erreicht. Am 27. November wurden die britischen Panzer zum Zweck einer gründlichen Überholung von der Front abgezogen. Am 28. November kam der Befehl, weitere Vorstöße einzustellen, und die Soldaten gruben sich in ihren Stellungen ein. Gleichzeitig verschlechterte sich auch die Wetterlage; es begann zu schneien.

### Die deutsche Gegenoffensive

Georg von der Marwitz (AOK 2)

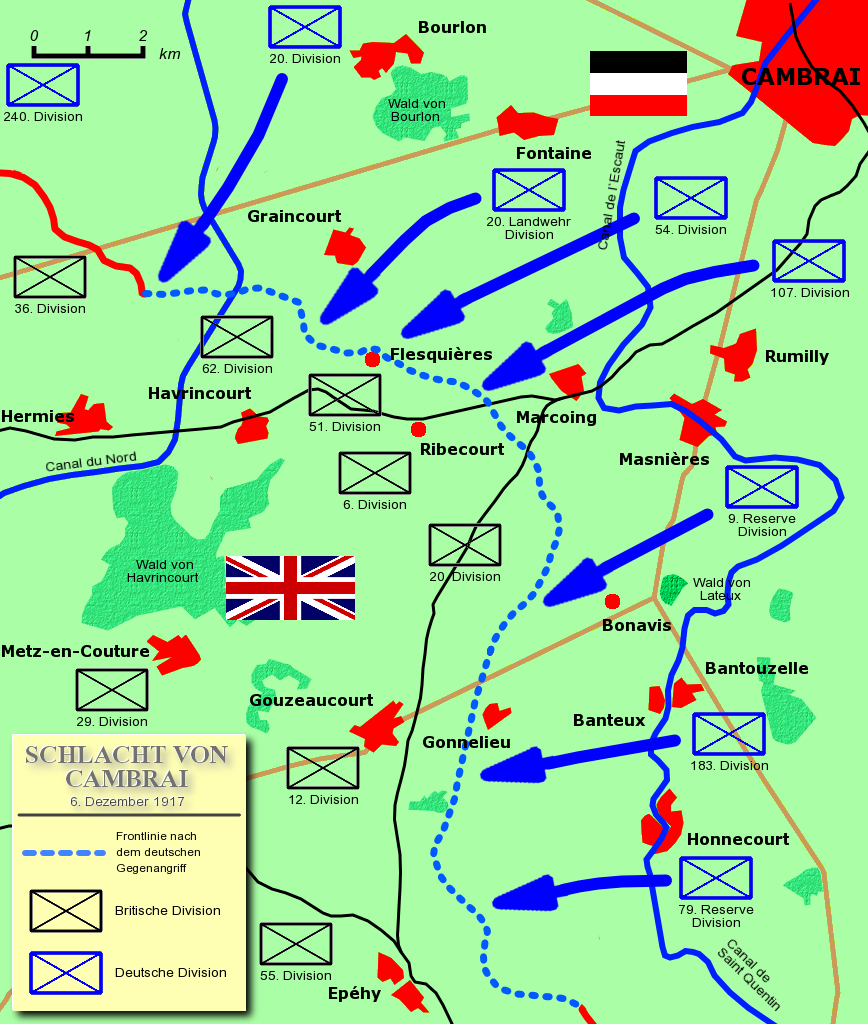
Nach der deutschen Gegenoffensive am 6. Dezember 1917

Zehn Tage nach dem britischen Angriff, also am 30. November 1917, waren die deutschen Truppen für den Gegenangriff bereit, bei dem die Oberste Heeresleitung erstmals in großem Umfang Stoßtrupps an der Westfront einsetzte. Das rasche Heranführen dieser deutschen Verbände gelang auch infolge eines gut koordinierten Einsatzes der Feldeisenbahnen. Insgesamt wurden innerhalb von zehn Tagen 734 Transportzüge über das Netz der Feldbahnen zur Verschiebung und Heranführung der Truppen für den Gegenangriff eingesetzt. Der Chef der deutschen Heeresleitung, General Erich Ludendorff, hatte starke Verbände herangezogen und der 2. Armee am 27. November die Vorbereitung eines Gegenangriffs befohlen. Dieser Angriff wurde mit drei Korpsgruppen mit 13 Divisionen geführt, drei Divisionen blieben in Defensive, zwei weitere in Armee-Reserve. Die von General der Kavallerie Georg von der Marwitz mit dem Hauptangriff beauftragte nördliche Angriffsgruppe griff verspätet an, zuerst begannen die südlichen Gruppen ihren Angriff, der auch erfolgreicher werden sollte.
- Die nördliche „Gruppe Arras“ (XIV. Reserve-Korps) unter General Otto von Moser griff zwischen Mouvres und Bourlon mit sieben Divisionen – die 240. und 20. Infanterie-Division, 49. und 21. Reserve-Division im ersten Treffen, dahinter die 214., 221. in zweiter Linie nach Süden an. Die 3. Garde-Division fungierte am nördlichen Rand des Bourlonwaldes als Reserve. Die 119. Infanterie-Division hielt Verbindung zur 107. Infanterie-Division der Gruppe Caudry und blieb anfangs defensiv.
- Die mittlere „Gruppe Caudry“ (XIII. Armee-Korps) unter General der Infanterie Theodor von Watter blieb im westlichen Vorfeld von Cambrai mit der 107. Infanterie-Division defensiv. Watter führte seinen Angriff zwischen Crevecoeur und Banteux mit vier Front-Divisionen (30., 220. und 28. Infanterie-Division, sowie 9. Reserve-Division) in Richtung auf Marcoing und Gonnelieu.
- Die südliche „Gruppe Busigny“ (XXIII. Reserve-Korps) unter General der Infanterie Hugo von Kathen führte drei Divisionen – 34., 183. und 208. Infanterie-Division zwischen Banteux und Honnecourt zum Angriff. Der nördliche Flügel, die 34. Infanterie-Division operierte dabei eng mit der 28. Infanterie-Division der Gruppe Caudry gegen Gonnelieu, der südliche Flügel stieß mit der 183. Infanterie-Division in Richtung gegen die nördlichen Höhen von Épehy vor.
- Einen weiteren Ablenkungsangriff in Richtung auf Épehy führte zudem ganz im Süden die 5. Garde-Division bei Bellicourt.
- Als Armee-Reserve fungierte im Norden die (185.) und im südlichen Abschnitt die 9. bayerische Reserve-Division.[13]

Die deutsche Artillerie hatte die Aufgabe, die britischen Batterien mit Hilfe von Gas- und Sprenggranaten und die Infanterie mit Schrapnellgranaten auszuschalten. Das von Georg Bruchmüller kreierte Verfahren sah den kombinierten Einsatz verschiedener Giftgasarten vor, das sog. Buntschießen, welches die gegnerischen Artilleristen zwang, zuerst aufgrund bestimmter flüchtiger Reizstoffe (Blaukreuz) die Gasmasken abzunehmen (siehe Maskenbrecher) und danach ungeschützt tödliche Lungenkampfstoffe (Grünkreuz) einzuatmen. Den Infanterieeinheiten wurden Stoßtrupps zugewiesen bzw. sie bildeten eigene Stoßformationen aus. Diese Truppen erhielten je nach Aufgabe besondere Bewaffnung, wie z. B. Flammenwerfer, Maschinengewehre, Granatwerfer u. a., da sie schnell die gegnerischen Stellungssysteme durchbrechen sollten. Die nachfolgende, reguläre Infanterie sollte den letzten Widerstand beseitigen. Feldbefestigungen und Bunker wurden von mit der nachfolgenden Infanterie vorrückenden Artilleriebatterien (Infanteriebegleitgeschütze) vernichtet.
Nachdem die Gruppen „Caudry“ und „Busigny“ den Kampf im Zentrum mit einem Vormarsch auf Marcoing und im Süden mit dem Vorrücken auf Banteux schon um 8:50 Uhr eröffnet hatten, griff verspätet auch die Gruppe „Arras“ im Norden zwischen Moeuvres und Bourlon um 11:50 Uhr an. Obwohl die stärkste der Angriffstruppen traf die „Gruppe Arras“ jedoch schnell auf starke britische Gegenwehr. Zudem war die britische Front im Raum Moeuvres – Bourlon bereits seit einigen Tagen durch die neu eingesetzten Divisionen Nr. 2., 47., 56. und 59. verstärkt worden.
Die Deutschen erzwangen einen Durchbruch auf ganzer Linie. Die Entente, die nicht mit einem Gegenschlag dieser Größe gerechnet und dementsprechend schwach befestigte Verteidigungsstellungen um das neu eroberte Gebiet gezogen hatte, wurde regelrecht überrumpelt. Den Gruppen „Caudry“ und „Busigny“ gelang es am ersten Tag des Gegenangriffs auf einer Breite von rund 16 Kilometern acht Kilometer weit vorzustoßen. Die Gruppe „Arras“, die später angetreten und auf stärkeren Widerstand getroffen war, hatte weniger Erfolg: Ihr gelang es lediglich, bis zum 6. Dezember 1917 auf einer Breite von zehn Kilometern vier Kilometer weit vorzustoßen. Die Deutschen hatten 9000 britische Soldaten gefangen genommen, 148 Geschütze, 716 Maschinengewehre und mehr als 100, zumeist beschädigte, Panzer erbeutet. Es entstand wieder eine Pattsituation, da beide Seiten hohe Verluste hatten; die Kämpfe wurden am 7. Dezember vorläufig eingestellt.
Der deutsche Gegenangriff bewies der Entente, dass von einer militärischen Niederlage Deutschlands noch nicht die Rede sein konnte, und die Frontlinie wurde ebenfalls wieder stabilisiert. Der Frontverlauf veränderte sich durch die Schlacht kaum. Die Briten erzielten leichte Geländegewinne bei Havrincourt, Ribécourt und Flesquières, während die Deutschen Gelände südlich des Welsh Berges eroberten. Die Entente musste erkennen, dass sich der Krieg noch längere Zeit hinziehen könnte, denn die deutschen Truppen leisteten weiterhin erfolgreich Widerstand.

### Luftunterstützung

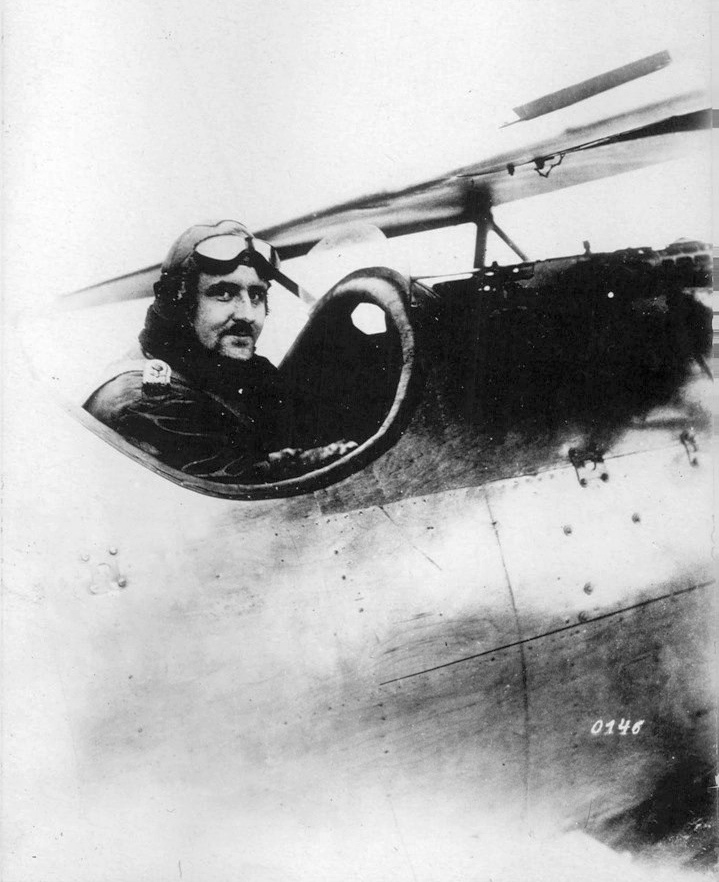
Leutnant Kurt Küppers, 1914 bis 1918

Zur Aufklärung des Fortschritts am Boden und zur Abwehr feindlicher Flugzeuge hatten beide Seiten einige Fliegerstaffeln im Raum Cambrai stationiert. So flog am 22. November nachmittags eine deutsche Maschine zur Lageerkundung zwischen Fontaine und dem Wald von Bourlon. Sie meldete zuerst nur schlechte Sicht, doch gegen Abend bei einem zweiten Flug, dass das Gebiet von britischen Truppen kontrolliert werde. Kurz darauf schossen britische Bodentruppen auf das Flugzeug, und es stürzte auf der deutschen Frontseite ab. Beide Männer überlebten schwer verwundet. Bei Flesquières konnte ebenfalls an diesem Tag eine deutsche Maschine abgeschossen werden. Auch hier überlebten beide Insassen und wurden gefangen genommen.
Dem australischen Major Roy Cecil Phillipps gelang der Abschuss eines deutschen Kampfflugzeugs bei Cambrai, und am nächsten Tag, dem 23. November, schoss der deutsche Leutnant Kurt Küppers gegen 15:00 Uhr eine britische Maschine ab. Wenig bekannt ist, dass auch der berühmte deutsche Pilot Manfred von Richthofen in der Luft an dieser Schlacht teilnahm. Er konnte am 23. November 1917 dort seinen 62. Luftsieg verbuchen. Weitere Erfolge beider Seiten sind für den 30. November vermerkt. Besonderen Erfolg hatte das kanadische Fliegerass Lieutenant Colonel Andrew Edward McKeever. Bei seinem Angriff auf zwei deutsche Zweisitzer gegen Mittag versuchten sieben Albatros D.V-Jäger, diese zu verteidigen. In einem heftigen Luftgefecht gelang es McKeever, vier der Maschinen südlich von Cambrai abzuschießen. Auch der britische Captain Edmund Roger Tempest schoss nordwestlich des Bourlon Waldes eine deutsche Albatros ab.
Siehe auch: Luftkrieg im Ersten Weltkrieg.

## Ergebnis
Insgesamt betrugen die Verluste etwa 50.000 Soldaten auf deutscher und 45.000 auf britischer Seite. Es wurden mehr als 250 britische Tanks von den Deutschen vernichtet oder erbeutet. Die Briten hatten 476 Panzer eingesetzt, davon waren 378 bewaffnet. Die deutschen Verluste für den Zeitraum vom 20. November bis 6. Dezember 1917 werden im deutschen Generalstabswerk über den Ersten Weltkrieg wie folgt angegeben:
- Deutsche Verluste: 41.000, davon 27.000 beim englischen Angriff vom 20. bis 29. November 1917, 14.000 beim deutschen Gegenangriff 30. November bis 6. Dezember 1917
- Britische Verluste: 45.000

- Deutsche Beute: 9.000 Gefangene, 165 Geschütze, 200 Minenwerfer, 600 Maschinengewehre, 70 Tanks
- Britische Beute: 11.000 Gefangene, 145 Geschütze

Die deutschen Verluste können anhand der Zahlen des Sanitätsberichtes über das Deutsche Heer und den Angaben in den Statistics of the Military Efforts of the British Empire, die auf Zahlen des Reichsarchivs beruhen, verifiziert werden. Danach hatten die deutschen Truppen, die im britischen Sektor der Front lagen, im Zeitraum vom 1. Oktober bis 31. Dezember 1917 folgende Verluste (2. und 6. Armee, die 4. Armee wird wegen der Schlacht in Flandern nicht berücksichtigt):
- verwundet: 22.931
- gefallen: 8.817
- vermisst: 22.972
- Summe der Verluste: 54.720

Der größte Teil der Verluste dürfte bei der Schlacht von Cambrai eingetreten sein. An der Schlacht war im Zeitraum vom 21. November 1917 bis zum 10. Dezember 1917 die deutsche 2. Armee beteiligt.
Das britische offizielle Werk Statistics of the Military Effort of the British Empire gibt folgende Verluste für den Zeitraum 20. November 1917 bis 31. Dezember 1917 an der Westfront an:
- verwundet: 48.652
- gefallen: 10.042
- vermisst: 16.987
- Summe der Verluste: 75.681

Die Höhe dieser Angaben deuten darauf hin, dass die britischen Verluste höher gewesen sind als die o. a. 45.000 Soldaten. Für den Zeitraum vom 20. November bis 10. Dezember 1917 wurden 192 deutsche Offiziere und 11.190 deutsche Mannschaften als Kriegsgefangene gemeldet, davon 9.879 Soldaten in der ersten Woche der Offensive. 
Die britische Führung nahm das Ergebnis der Schlacht mit Bestürzung auf. Obwohl der Panzereinsatz deutlich unter den Erwartungen geblieben war, führten sie den Masseneinsatz dieser neuartigen Waffe, die mittlerweile in Serie produziert wurde weiter fort. Es gibt aber auch Quellen, welche den Masseneinsatz der Panzer als Durchbruch in der Tankkriegsführung werteten.
Auf deutscher Seite wurde die Schlacht als Beleg gewertet, dass das Heer wirksame Abwehrtaktiken gegenüber Panzerangriffen entwickelt habe und der bei der Einführung der Waffe durch die Alliierten beobachtete Effekt auf die Moral der Infanterie überwunden sei. Ob die deutsche Führung aus der Schlacht die Lehre gezogen habe die Panzerentwicklung ihrerseits zu forcieren oder zurückzustellen ist umstritten.

## Rezeption
Der englische Bildhauer und Maler Henry Moore nahm als junger Mann an der Schlacht teil und wurde während eines Gasangriffes verletzt. Der deutsche Maler Franz Radziwill nahm ebenfalls teil, wurde gefangen genommen und interniert. 1930 fasste er das Erlebte in einem Aquarell und einem großformatigen Gemälde zusammen: „Das Schlachtfeld von Cambrai“. Der spätere Autor Ernst Jünger nahm unter anderem an den deutschen Rückeroberungen teil. Er verarbeitete die Erlebnisse unter anderem in seinem Buch In Stahlgewittern (Kapitel: Doppelschlacht bei Cambrai). Nach dem Artillerieunteroffizier Theodor Krüger wurde eine Bundeswehrkaserne in Kusel benannt.

## Zweite Schlacht von Cambrai 1918

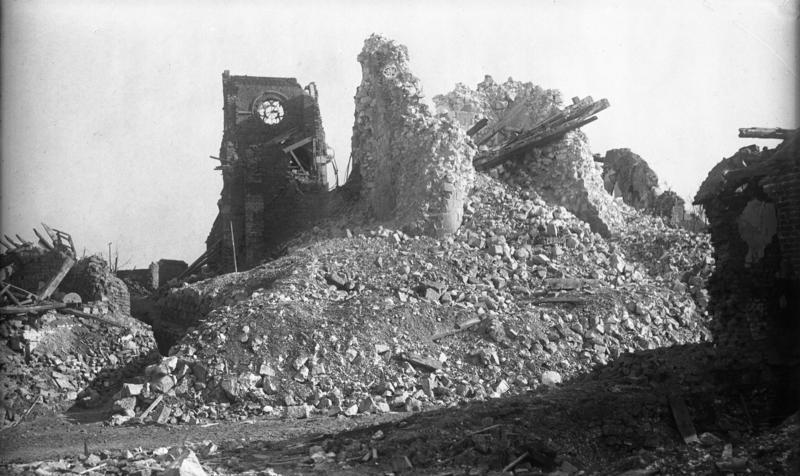
Kirchenruine von Graincourt 1918

Im Zuge der „Hunderttageoffensive“ von Marschall Foch von August bis November 1918 griffen die britische 1., 3. und 4. Armee, die französische 1. Armee, das kanadische Korps sowie australische und amerikanische Truppen im Raum Saint-Quentin – Cambrai an und erzwangen einen 65 km breiten Durchbruch durch die deutsche Hindenburg-Linie. Dabei kam es am 8. und 9. Oktober 1918 zu einer zweiten Schlacht bei Cambrai, bei der die Briten aus ihren Fehlern von 1917 gelernt hatten und nun mit ausreichender Infanterieunterstützung vorgingen. Am 9. Oktober wurde Cambrai vollständig zurückerobert. Die deutschen Truppen zogen sich daraufhin in neue Verteidigungsstellungen hinter den Fluss Selle zurück.
|  |

## Das Schlachtfeld heute – Gedenkstätten

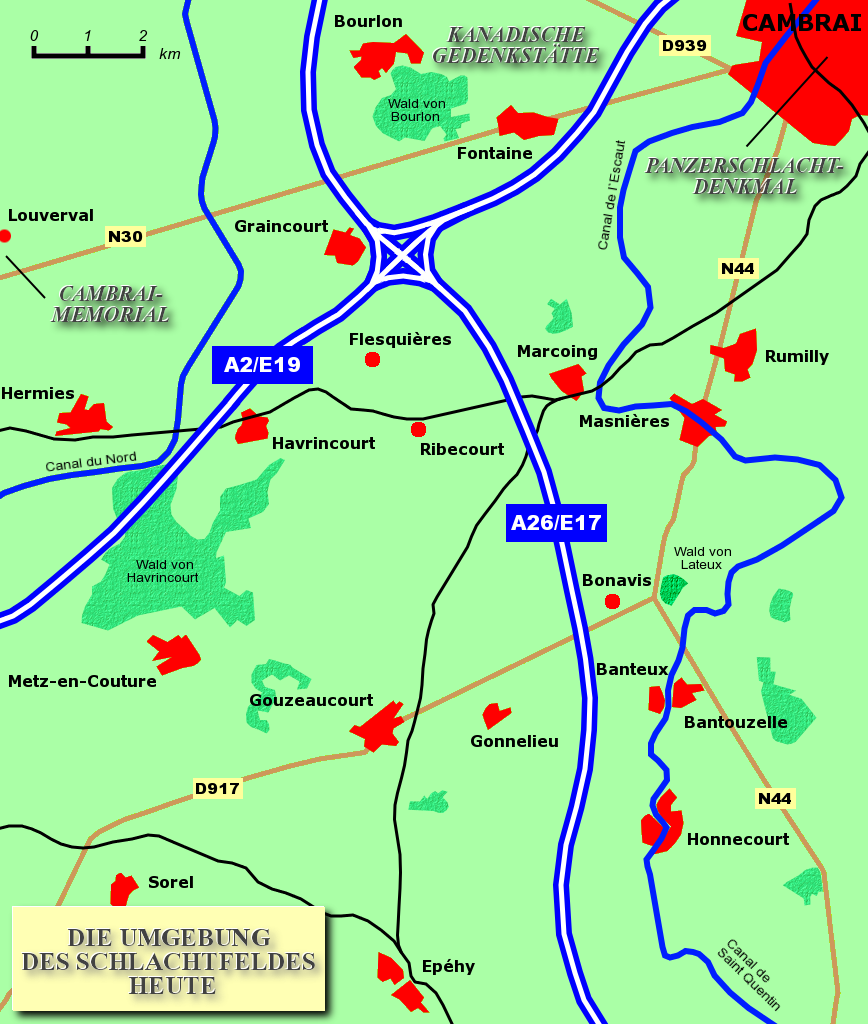
Die Umgebung des Schlachtfeldes heute

Quer durch das ehemalige Schlachtfeld südwestlich von Cambrai verlaufen heute die beiden französischen Autobahnen A2 (Paris–Brüssel) und A26 (Reims–Calais). Bei Graincourt und südlich des Waldes von Bourlon liegt ein vielbefahrenes großes Autobahnkreuz. Die fruchtbare Erde, auf der Ende 1917 die Panzerschlacht tobte, wird längst wieder für die Landwirtschaft genutzt.

### Panzerschlachtdenkmal in Cambrai
Im Stadtpark von Cambrai, wo auch die große Gedenkstatue von Louis Blériot steht, ist ebenfalls eine Gedenkstätte für die Attacke der Entente vom 20. November 1917, die von der britischen 3. Armee angeführt wurde. Dazu gehört eine Erinnerungstafel für die zivilen Opfer, die die Schlacht gefordert hat.

### Louverval
Auf dem großen Soldatenfriedhof von Louverval an der N30 steht das britische Ehrenmal für die Gefallenen der Schlacht bei Cambrai, das Cambrai Memorial. Es steht auf einer Terrasse am Ende des Friedhofs und wurde von H. Chalton Bradshaw entworfen und mit einer Skulptur von C. S. Jagger versehen.
Auf einer Tafel ist folgende Inschrift vermerkt:
„TO THE GLORY OF GOD AND TO THE ENDURING MEMORY OF 7048 OFFICERS AND MEN OF THE FORCES OF THE BRITISH EMPIRE WHO FELL AT THE BATTLE OF CAMBRAI BETWEEN THE 20TH. NOVEMBER AND THE 3RD. DECEMBER 1917, WHOSE NAMES ARE HERE RECORDED BUT TO WHOM THE FORTUNES OF WAR DENIED THE KNOWN AND HONOURED BURIAL GIVEN TO THEIR COMRADES IN DEATH.“
Es folgen die Namen der gefallenen Soldaten.

### Wald von Bourlon
Im heftig umkämpften Wald von Bourlon, am Stadteingang von Bourlon, wurde von Kanada auf einer Anhöhe eine Gedenkstätte errichtet. Sie besteht aus einem Steinblock mit einer Inschrift auf einer Terrasse, die über eine Treppe zu erreichen ist. Die Bäume an der Terrasse sind noch die Originalbäume aus der Zeit der Schlacht von 1917. Sie wurden vom Granatenbeschuss stark beschädigt und später wieder gesundgepflegt.

### Deutscher Soldatenfriedhof bei Cambrai
Auf dem an der Route de Solesmes gelegenen deutschen Soldatenfriedhof liegen neben 10.685 deutschen auch 502 britische Gefallene. Der Soldatenfriedhof wurde im März 1917 eingerichtet. Architekt war Wilhelm Kreis, der auch das Hauptdenkmal entwarf. 1921 bis 1924 wurde die Anlage von französischer Seite durch Umbettung weiterer Deutscher erweitert.

### Kasernen
Nach der Schlacht von Cambrai wurden in Deutschland mehrere Kasernen benannt:
- Cambrai-Kaserne in Bremen
- Cambrai-Fritsch-Kaserne in Darmstadt